# EUTELSAT 113 West A
El EUTELSAT 113 West A (antes Satmex 6) es un satélite de comunicaciones construido para México por Space Systems/Loral. El 2 de enero de 2014, Satmex fue vendida a Eutelsat cambiando su nombre a Eutelsat Americas, de esta manera toda su flota satelital cambio de nombre.
EL satélite fue llevado hasta su posición geoestacionaria de 113° Oeste que dejó libre el satélite Solidaridad 2, mismo que fue reubicado a la posición 114.9° longitud Oeste. 
El costo de este satélite fue de 235 millones de dólares. El satélite está diseñado para tener una vida útil de 15 años.  Cuenta con  50% más potencia que el Satmex 5 y mayor ancho de banda.  La energía eléctrica generada por los paneles solares es de aproximadamente 12,000 watts.

## Objetivo
Con este satélite se puede obtener servicio permanente u ocasional de acceso con una fiabilidad mayor de 99.8%, cifra superior a la estimada para la fibra óptica, para apoyar una serie de aplicaciones, que en el caso de México consisten en:
1. Conexión a internet.
2. Telefonía rural y de larga distancia.
3. Televisión y radio.
4. Educación a distancia.
5. Redes empresariales y videoconferencia. Por ejemplo, en cajeros automáticos o redes corporativas.
6. Telemedicina, programa de salud producido por el ISSSTE.[1]
7. En el caso de los Satélites controlados por Satmex, las operaciones de rastreo, telemetría y mando se llevan a cabo desde el Centro de Control Iztapalapa, México, y desde el de Control Alterno de Hermosillo, Sonora.[2]

## Lanzamiento
El Satmex 6 fue puesto en órbita el 27 de mayo del 2006 a las 17:09 UTC desde el Puerto espacial de Kourou en la Guayana Francesa. La empresa contratada para su lanzamiento al espacio fue Arianespace utilizando un cohete Ariane 5 ECA en la plataforma ELA-3.

## Especificaciones
- Operador: Eutelsat Americas
- Fabricante: Space Systems/Loral
- Modelo: FS-1300X High Power
- Tipo de satélite: Comunicaciones
- Posición orbital: 130° Oeste
- Carga útil: 36 tp de 36 MHz en Banda C y 24 tp de 36 MHz en Banda Ku
- Peso: 5.4 ton (5.7 con combustible)
- Tiempo de vida: 15 años
- NSSDC ID: 2006-3506A